# Mulero
Un mulero, o también mulero bancario es la persona que ha aceptado una oferta de empleo a través de Internet, por una supuesta empresa real, donde dicho empleo consiste en gestiones de cobros y pagos realizando transferencias de dinero, desde sus propias cuentas bancarias a otras cuentas bancarias extranjeras.
Una modalidad del phishing es el scam u ofertas de empleo falsas. Consiste en la captación de personas por medio de correos electrónicos, anuncios en sitios web de clasificados, chats, irc, etc, donde empresas ficticias le ofrecen trabajar cómodamente desde casa y cobrando unos beneficios muy altos. Sin saberlo, la víctima esta blanqueando dinero obtenido por medio del phishing (procedente de estafas bancarias).